# Aconitum prominens
Aconitum prominens är en ranunkelväxtart som beskrevs av Lucien André Andrew Lauener. Aconitum prominens ingår i släktet stormhattar, och familjen ranunkelväxter. Inga underarter finns listade i Catalogue of Life.